# Geoffrey Charles Evans
Sir Geoffrey Charles Evans, britanski general, * 1901, † 1987.